# Kitty Crowther

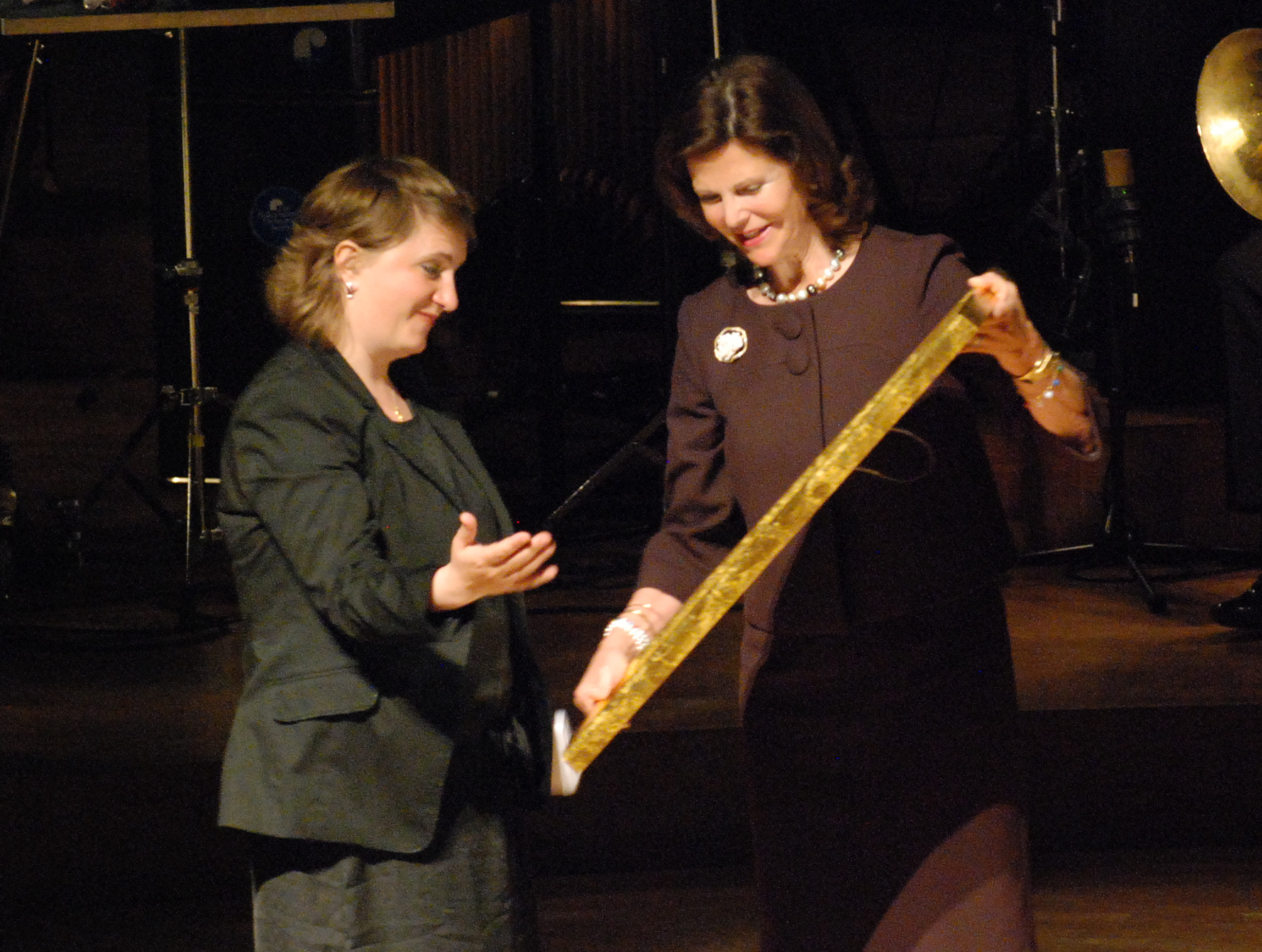
Kitty Crowther (links) erhält den Astrid-Lindgren-Gedächtnis Preis aus der Hand von Silvia von Schweden

Kitty Crowther (* 4. April 1970 in Brüssel) ist eine belgische Autorin und Illustratorin von Bilderbüchern. 2010 gewann sie mit dem Astrid-Lindgren-Gedächtnis-Preis die höchstdotierte Auszeichnung für Kinder- und Jugendliteratur weltweit.

## Leben und Werk
Kitty Crowther wurde als belgische Tochter eines britischen Vaters und einer schwedischen Mutter geboren und wuchs in Brüssel auf. Crowther studierte in Brüssel Grafik. Seit ihrem Debüt als Autorin und Illustratorin im Jahr 1994 hat sie mehr als 30 Bilderbücher geschrieben bzw. illustriert. Meist schreibt sie ihre Bücher in französischer Sprache, teilweise auch in Niederländisch. Bis heute wurden ihre Bücher ins Dänische, Deutsche, Griechische, Englische, Italienische, Koreanische, Marokkanisch-Arabische, Niederländische, Portugiesische, Schwedische, Spanische und Taiwanesische übersetzt. In deutscher Übersetzung sind bislang sieben Bücher erhältlich. Mit ihrem Ehemann und ihren zwei Söhnen lebt sie in Blanmont.

## Werke (Auswahl)

### Annie
Annie (2011) erzählt die Geschichte der jungen Annie, die um ihre Mutter trauert. Um sich umzubringen, springt sie ins Wasser, wird aber von drei Riesen gerettet und begleitet die drei Gefährten auf ihrer Reise ans Meer. Für Birgit Dankert in der  Zeit kombiniert die „in Text wie Illustration gleichermaßen versierte Doppelbegabung Kitty Crowther (…) das Beste aus beiden Gattungen. Raffiniert sind Text und Bild miteinander verwoben.“ Dankert fährt fort: „Kitty Crowther veröffentlicht seit 1994 Bilderbücher mit eigenen und fremden Texten. Inzwischen erschienen in Frankreich fast vierzig Titel. Annie ist also alles andere als ein Debüt, kann vielmehr als Höhepunkt ihres bisherigen Schaffens angesehen werden. 2009 wurde die französische Originalausgabe mit dem Prix Baobab der Kinderbuchmesse von Montreuil ausgezeichnet. Ein Jahr später erhielt Crowther für ihr künstlerisches Gesamtwerk, von dem bisher sieben Bilderbücher in Deutschland erschienen sind, den hoch dotierten, prestigeträchtigen Astrid Lindgren Memorial Award. Mit Annie ist die Autorin im Begriff, zu einer der ganz Großen am Bilderbuch-Himmel zu werden.“ Auch Jens Thiele ist in der Süddeutschen angetan von dem Buch. Für ihn ist Annie „ein Märchen, erzählt in einer kraftvollen, poetischen Sprache zu merkwürdigen, bewusst einfachen, ungelenken, kräftigen Bildern“.

### Der Besuch vom kleinen Tod
Der Besuch vom kleinen Tod (2011) wurde in der Presse sehr wohlwollend aufgenommen. Für die FAZ „handelt es sich bei Crowthers in Frankreich und Belgien schon 2004 erschienenen Buch (…) um die Variation eines ihrer großen Themen, der Einsamkeit. Gerade für das Einfühlungsvermögen, mit dem sie sich in ihren Geschichten immer wieder Menschen mit Schwierigkeiten angenommen hat, ist sie 2010 mit dem Astrid-Lindgren-Gedächtnispreis ausgezeichnet worden, dem mit mehr als einer halben Million Euro am höchsten dotierten Preis für Kinder- und Jugendliteratur. Tatsächlich ist es auch beim „Besuch vom kleinen Tod“ beinahe unnötig, darauf hinzuweisen, dass ihr Buch nicht nur für Kinder einige überraschende Perspektiven aufzuzeigen hat. Dasselbe dürfte auch für erwachsene Leser gelten.“ Für Maren Schürman in Der Westen nimmt das Buch „mt dem Unausweichlichen den großen Schrecken, ohne die Angst vor ihm zu verschweigen.“ Für Katrin Hahnemann versteht Kitty Crowther wie „ihre große Kollegin (…) Astrid Lindgren (…) es – bei aller Sprödigkeit – unnachahmlich, schwere Themen mit Leichtigkeit und feinem Humor zu kontrastieren. Wer hat schließlich schon den Tod beim Handstandmachen erlebt. Wie Lindgren begegnet sie Kindern mit Respekt und nimmt sie ernst, indem sie ihnen auch heikle Themen zumutet. Und wie diese hat sie für die Leser ein tröstliches Happyend parat.“

## Lesereisen in Deutschland
Für Lesereisen war Kitty Crowther mehrfach in Deutschland zu Gast. Im April 2008 und im Mai 2010 besuchte Crowther die Internationale Jugendbibliothek München. Im September 2011 war sie Gast des Kinder- und Jugendprogramms auf dem 11. internationalen literaturfestival berlin.

## Bibliographie und Auszeichnungen
- 1998: Du bist mein Freund, Text und Illustration: Kitty Crowther, Übersetzung aus dem Französischen: Rolf Inhauser, Original: Mon ami Jim (1996)
- 1999: Mein Königreich, Text und Illustration: Kitty Crowther, Übersetzung aus dem Französischen: Rolf Inhauser, Original: Mon Royaume (1994)
- 2005: Kritz Kratz – Schlaf, kleiner Frosch, Text und Illustration: Kitty Crowther, Übersetzung aus dem Französischen: Tobias Scheffel, Original Scritch scratch dip clapote! (2002)
  - 2003: Silver Brush
- 2003: Eichhorn und Ameise feiern Geburtstag, Text: Toon Tellegen, Illustration: Kitty Crowther, Übersetzung aus dem Niederländischen: Mirjam Pressler, Original De verjaardag van de eekhoorn (1995) und Misschien wisten zij alles (1999)
- 2011: Annie, Text und Illustration: Kitty Crowther, Übersetzung aus dem Französischen: Bernadette Ott, Original: Annie du lac (2010)
  - 2009: Prix Baobab der Kinderbuchmesse Monetreuil
  - 2011: Luchs
- 2011: Der Besuch vom kleinen Tod, Text und Illustration: Kitty Crowther, Übersetzung aus dem Französischen: Maja von Vogel, Original: La visite de petite mort (2004)
  - 2004: Silver Brush
  - 2011: Die besten Sieben im Mai
  - 2011: Eule des Monats Mai
- 2012: Der kleine Mann und Gott, Text und Illustration: Kitty Crowther, Übersetzung aus dem Französischen: Bernadette Ott, Original: Le petit homme et Dieu (2010)
- 2011: Einladung ins Kinder- und Jugendprogramm des 11. internationalen literaturfestivals berlin
- 2012: Tomten är vaken. Text von Astrid Lindgren, Illustration: Kitty Crowther, Rabén & Sjögren, Stockholm, ISBN 978-91-29-68093-5.
  - deutsch von Silke Hohl: Tomte Tummetott. Oetinger, Hamburg 2014, ISBN 978-3-7891-7938-9.[6]
- 2014: Das Wurzelkind / Kitty Crowther. aus dem Franz. von Bernadette Ott ISBN 978-3-8489-0057-2
- 2016: Medusenkind / Kitty Crowther ; aus dem Französischen von Bernadette Ott ISBN 978-3-8489-0110-4
- 2020: Die Ausreißer / Ulf Stark ; aus dem Schwedischen von Birgitta Kicherer ; mit Illustrationen von Kitty Crowther
- 2021; Kleine Gutenachtgeschichten / Kitty Crowther ; aus dem Französischen von Tobias Scheffel
- 2023: Wichtel, Wunder, Winterzauber / die schönsten Wichtelgeschichten von Astrid Lindgren, Sven Nordqvist, Betina Gotzen-Beek und Susanne Lütje ; mit Illustrationen von Kitty Crowther
- 2023: Die schönsten Weihnachtsgeschichten / Astrid Lindgren; mit Illustrationen von Kitty Crowther